# Bossonnens
Bossonnens és un municipi suís del cantó de Friburg, situat al districte de la Veveyse.

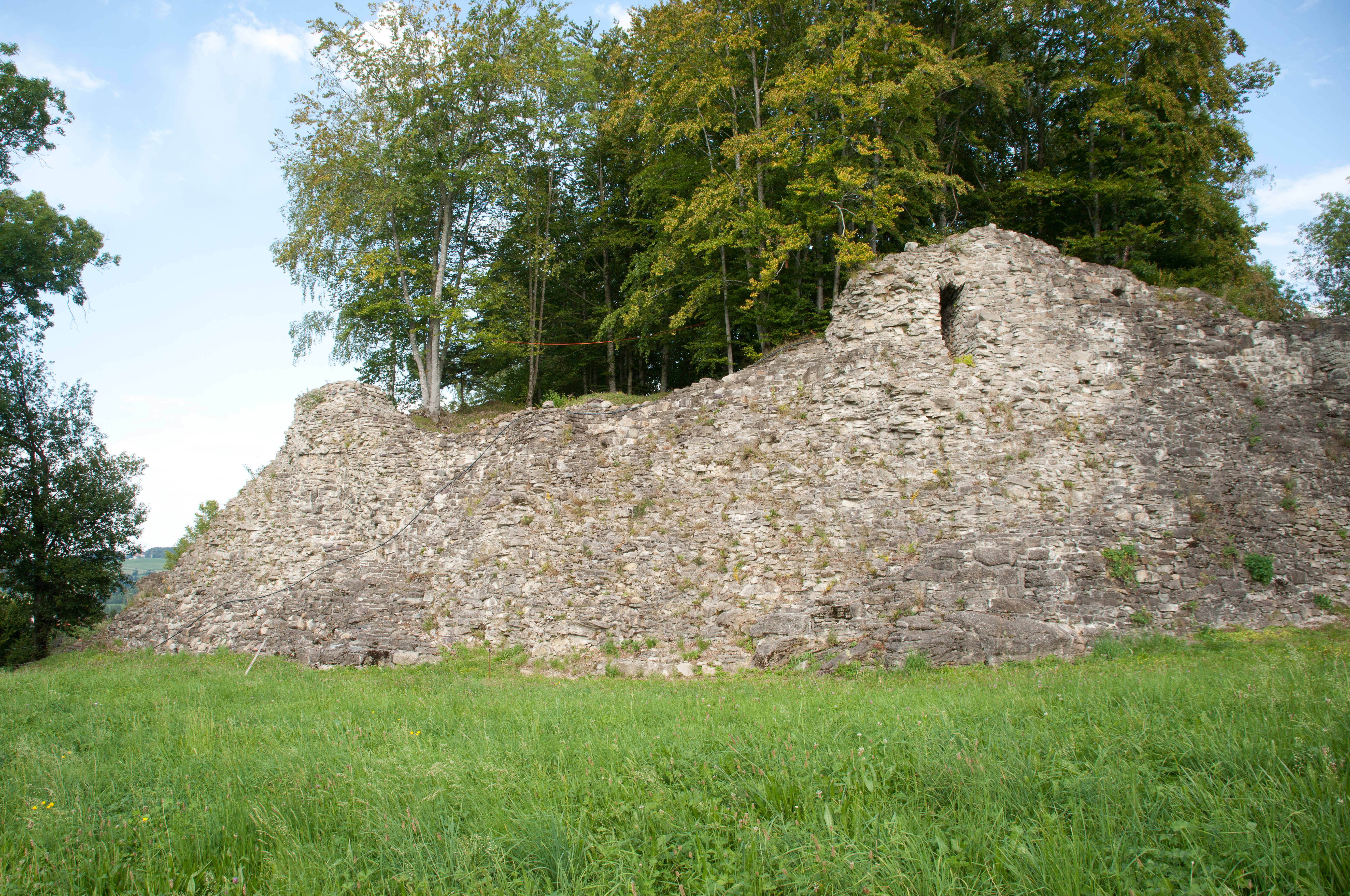
Restes del castell